# 皇家珍寶館

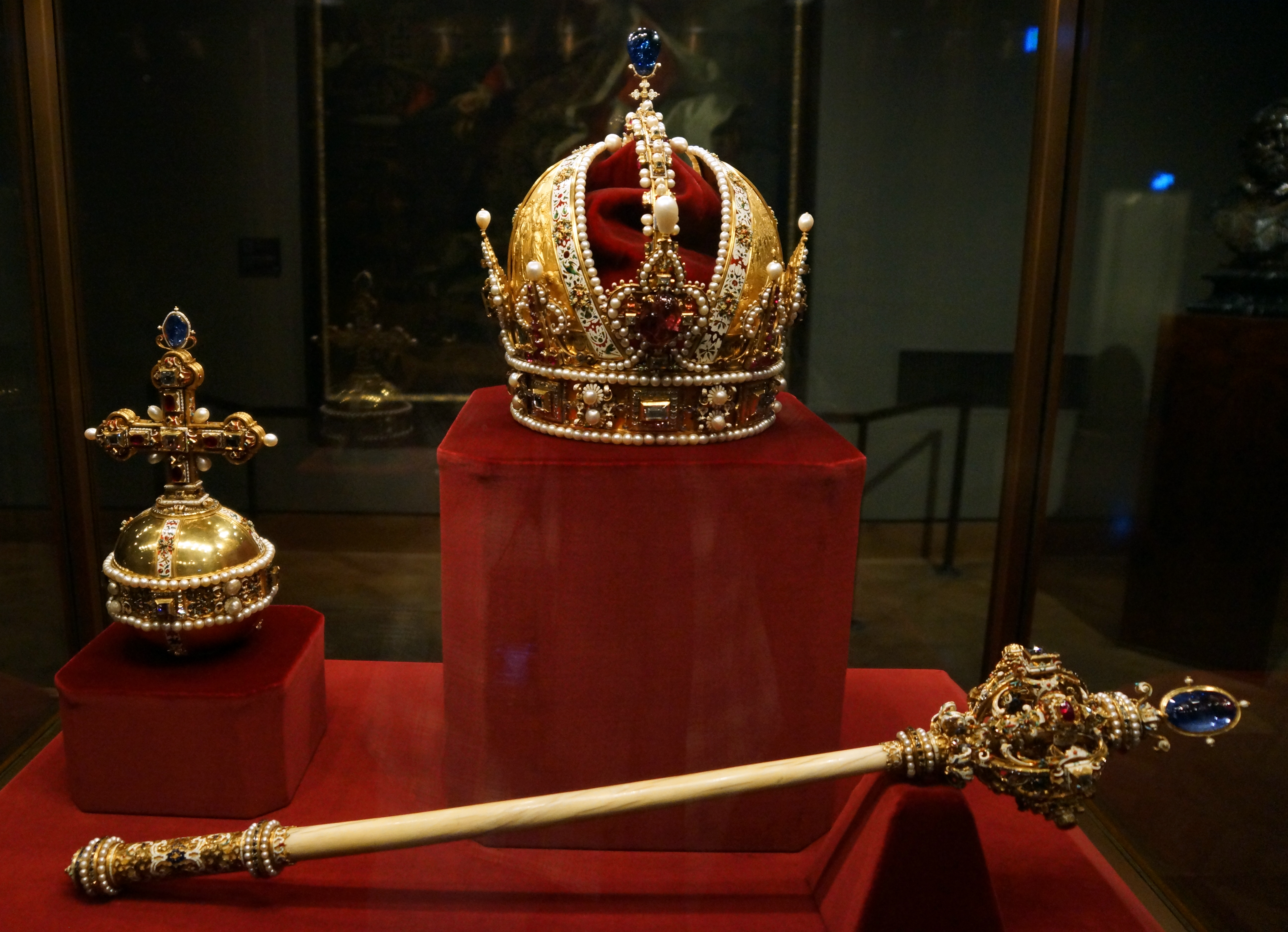
哈布斯堡王朝的皇冠

皇家珍寶館（德語：Kaiserliche Schatzkammer）是位於奧地利維也納霍夫堡皇宮內的一個博物館，收藏並展示歐洲一千多年來的世俗和皇室珍品。皇家珍寶館還收藏有哈布斯堡王朝和神聖羅馬帝國的皇冠及權杖。

## 外部連結
- Austria Info （页面存档备份，存于）
- Imperial Treasury Museum （页面存档备份，存于）
- Just Vienna （页面存档备份，存于）
- Kunsthistorisches Museum Secular Treasury
- Kunsthistorisches Museum Ecclesiastical Treasury
- Visiting Vienna （页面存档备份，存于）

48°12′24″N 16°21′56″E / 48.20667°N 16.36556°E